# Jeanne Jozon
Jeanne Marie Agathe Jozon née le 15 juillet 1868 à Paris (16e arrondissement) et morte le 25 juin 1946 à Paris (7e arrondissement) est une sculptrice et céramiste française.
Elle est rattachée au courant de l'Art nouveau.

## Biographie
Jeanne Jozon est la fille aînée de l'avocat Paul Jozon et de Marie Lacan. Après le décès de son père en 1881, sa mère se remarie au maire de Bourges, le banquier radical Eugène Brisson, cousin du journaliste et homme d'État Henri Brisson. Jeanne Jozon est l'aînée de deux frères, Maurice et Henri, et d'une sœur Hélène, pianiste.
Elle suit une formation artistique à partir de 1886 à l'École nationale des beaux-arts de Bourges, tout juste créée par son beau-père Eugène Brisson. Elle y est élève de Charles Pêtre, avant d'intégrer l'atelier de Denys Puech à l'Académie Julian à Paris. Elle est surtout reconnue pour ses représentations féminines romantiques, à la Mucha, qui ornent des objets décoratifs (lampes, pichets, vases, presse-papier…). Elle s'intéresse au folklore et aux paysages berrichons qu'elle découvre au château de Soupize. 
Elle expose régulièrement ses sculptures et ses céramiques au Salon des artistes français de 1896 à 1914, notamment des personnages bretons comme La Bretonne auprès d'une tombe, et obtient une mention honorable en 1897. Elle devient membre de la société des artistes français en 1906, en proie à l'hostilité de certains élèves masculins des Beaux-Arts de Paris. En juin 1913, elle expose Jeune fille aux bandeaux qui suscite l'enthousiasme de Fernand Peyre de La Presse diplomatique.
Comme beaucoup d'artistes de cette période, elle est influencée par le mouvement de l'Art nouveau et a collaboré avec le céramiste Edmond Lachenal. Elle participe à un concours d'écriture organisé sur le thème « Pourquoi ne se marie-t-on plus en France ? ». Elle y défend le droit de la jeune femme à choisir dans son futur époux un égal : « Le célibat, horizon redouté des mères, méprisé des filles, appartient désormais à l'histoire. Ce souvenir même remplira d'étonnement les clairvoyantes jeunes filles du siècle prochain. Elles se réjouiront de n'être plus ces victimes ignorantes que la vie maltraitait si injustement, en les privant de liberté, et en les excluant de l'existence normale. Actuellement, le spectacle d'une femme seule vivant dignement de ses propres ressources intellectuelles et morales, rend bien davantage affligeant et pénible celui qu'offre un mariage mal assorti où chaque contractant dupé dans ses espoirs de bonheur à deux souffre solitairement auprès d'un être dont il avait espéré et attendu le bonheur. Il faut bien se dire que si tant de femmes se renferment dans le célibat, c'est justement dans la crainte d'une vie malheureuse à deux, et celles-là ont plus que d'autres le culte du mariage ; elles le rêvent ce qu'il n'est pas souvent, l'union très intime de deux intelligences, de deux cœurs sous la chaude camaraderie où chacun a son rôle assigné de collaborateur en vue du bonheur commun ».

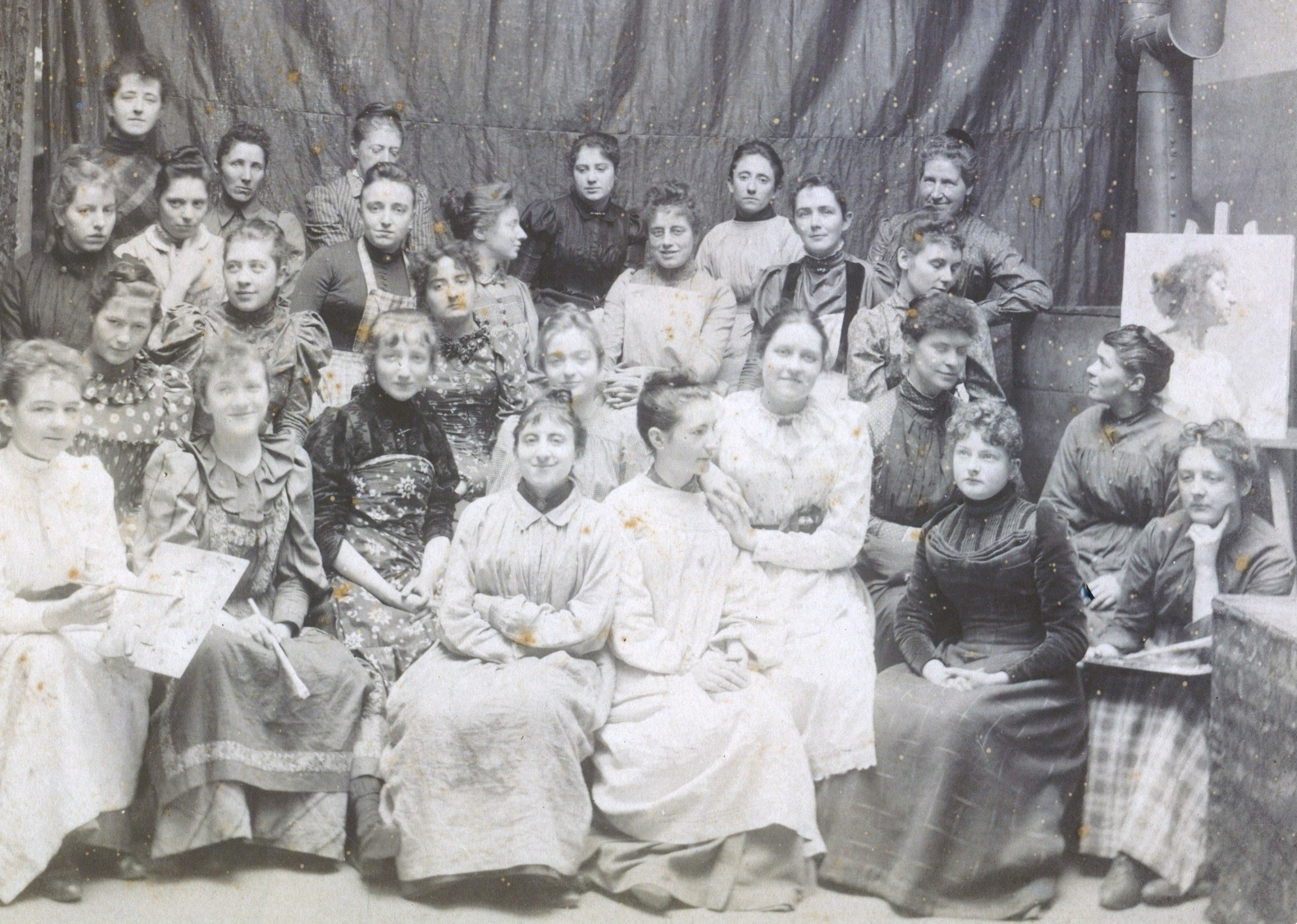
Jeanne Jozon parmi ses condisciples à l'Académie Julian[1].
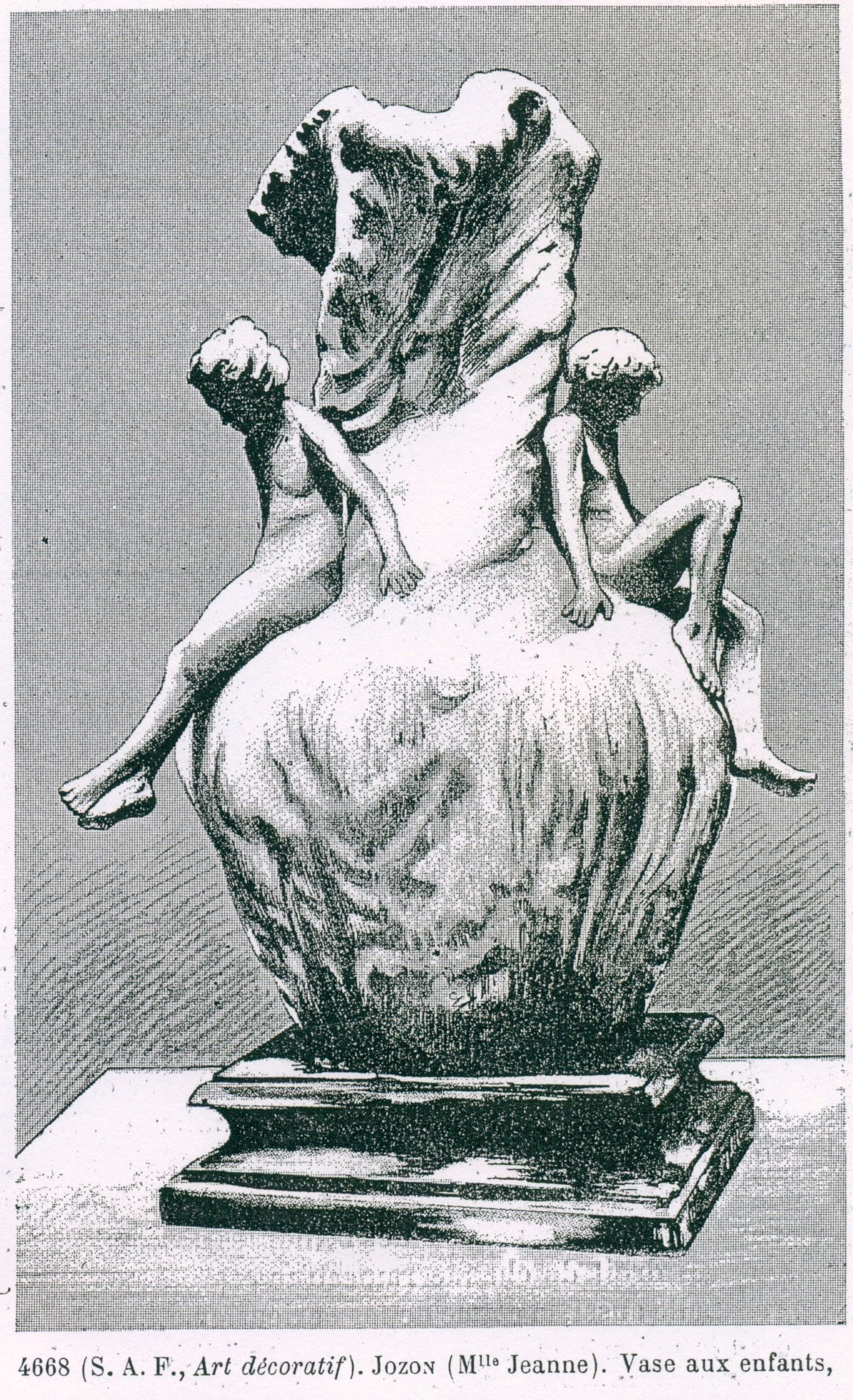
Vase aux enfants (Salon des artistes français[Quand ?])[1].
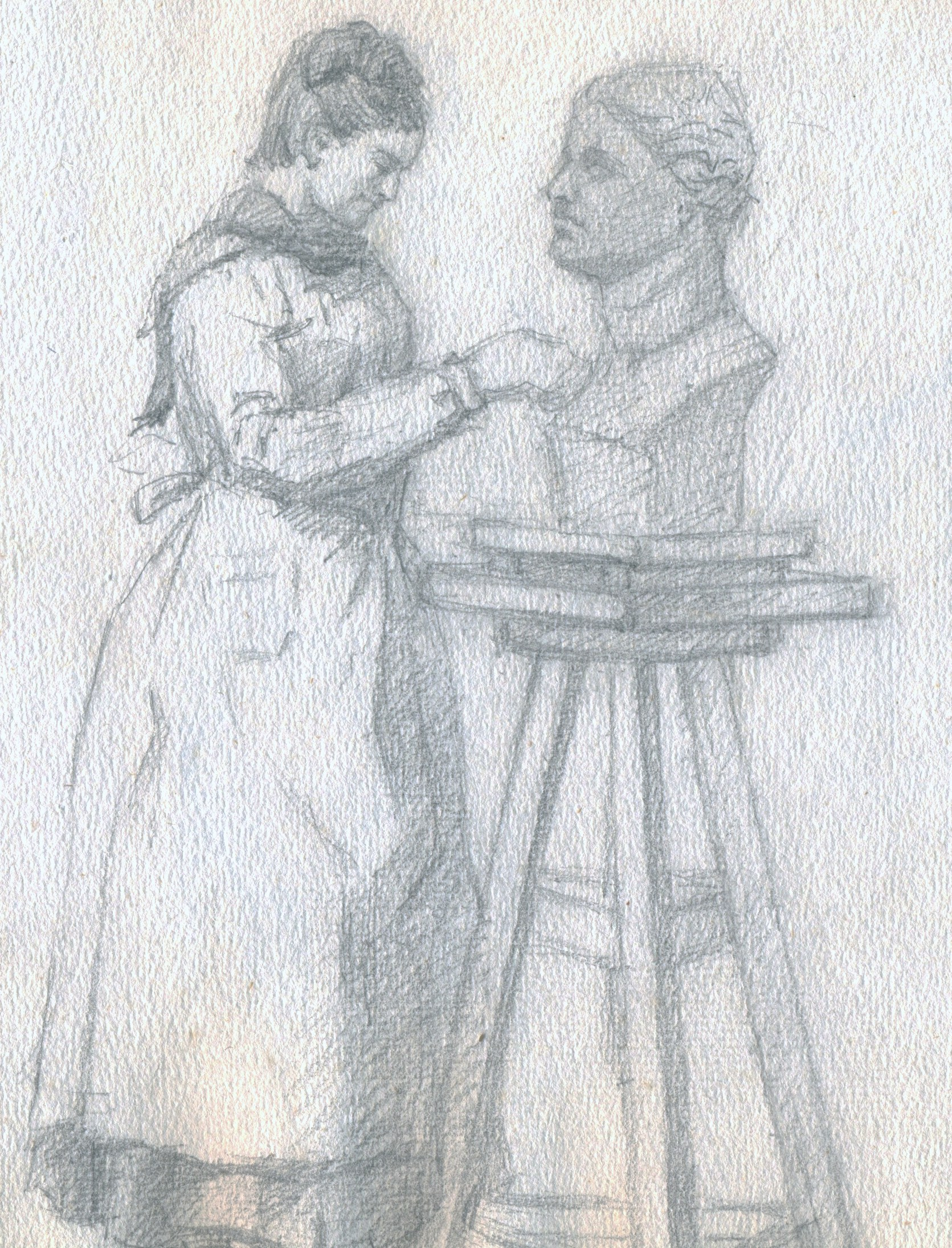
Dessin extrait d'un carnet de Jeanne Jozon[1].